# ريتشارد كونت
ريتشارد كونت (بالفرنسية: Richard Conte)‏ هو أستاذ جامعي فرنسي، ولد في 12 يونيو 1953.